# Catalpa fargesii
Catalpa fargesii är en katalpaväxtart som beskrevs av Louis Édouard Bureau. Catalpa fargesii ingår i släktet katalpor, och familjen katalpaväxter. Inga underarter finns listade i Catalogue of Life.

## Bildgalleri

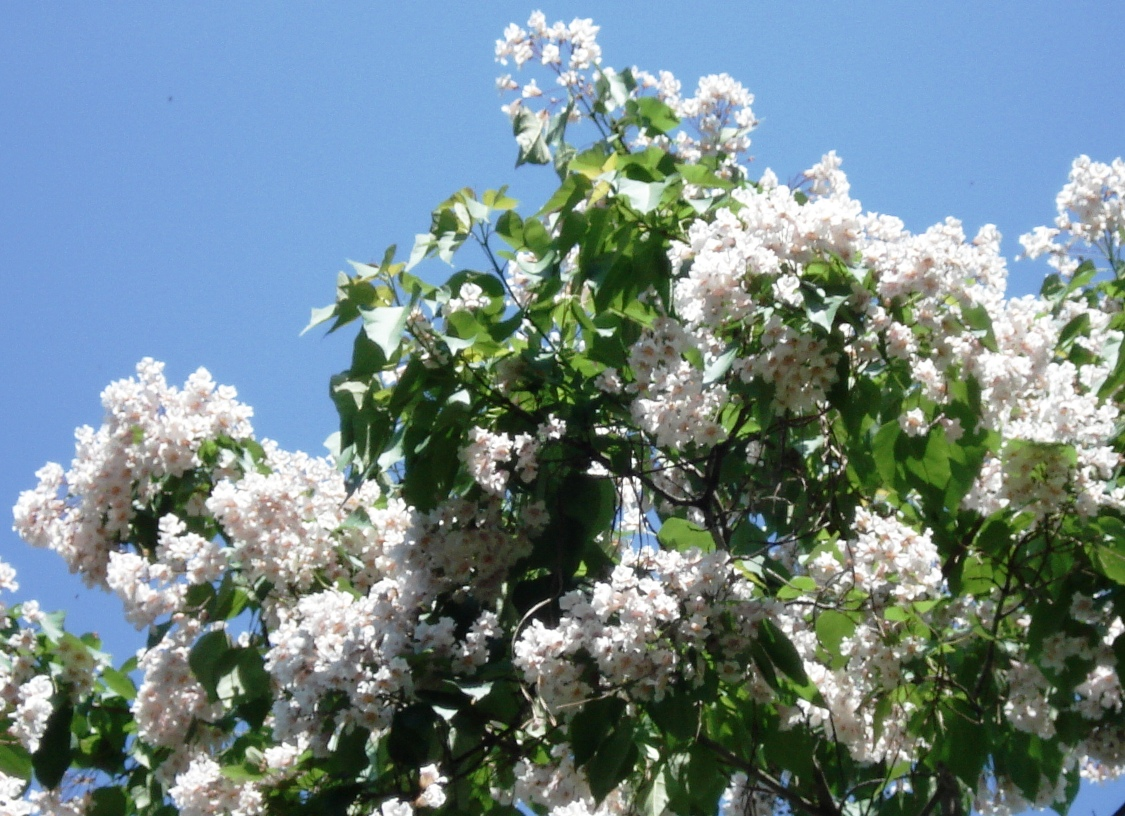